# Пилдеалуне
Пи́лдеалуне (ест. Põldealune laht, Põldalune laht) — природне озеро в Естонії, у волості Вальяла повіту Сааремаа.

## Розташування
Пилдеалуне належить до Західно-острівного суббасейну Західноестонського басейну.
Озеро лежить на південь від села Сійксааре.
Акваторія водойми входить до складу природного заповідника Лайдеваге.

## Опис
Пилдеалуне — прибережне галотрофне озеро.
Загальна площа озера становить 30,9 га. Довжина — 1 100 м, ширина — 450 м. Найбільша глибина — 1,5 м, середня глибина — 0,8 м. Довжина берегової лінії — 3 241 м. Площа водозбору — 1,1 км².